# 輪之内町

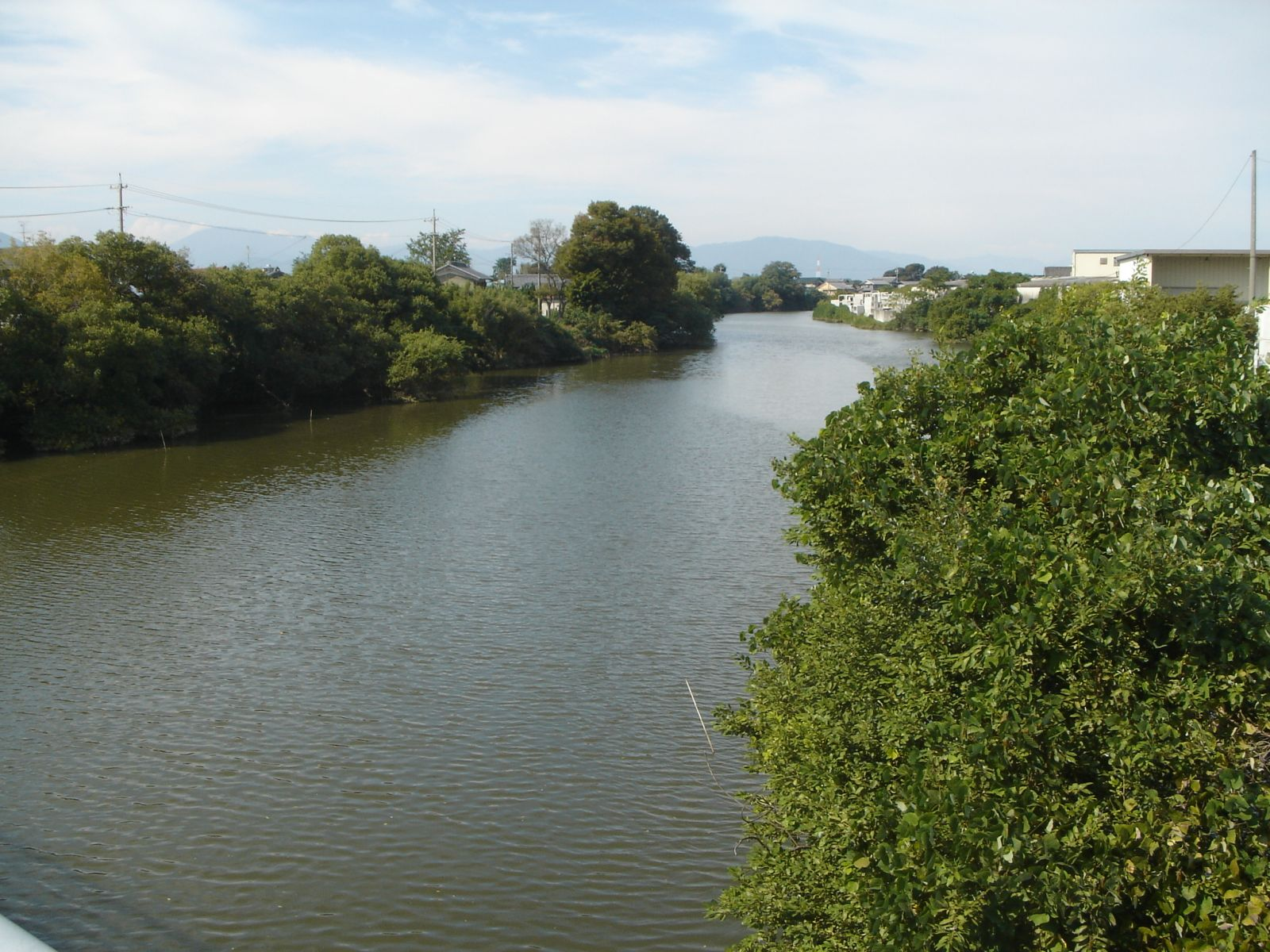
大榑川

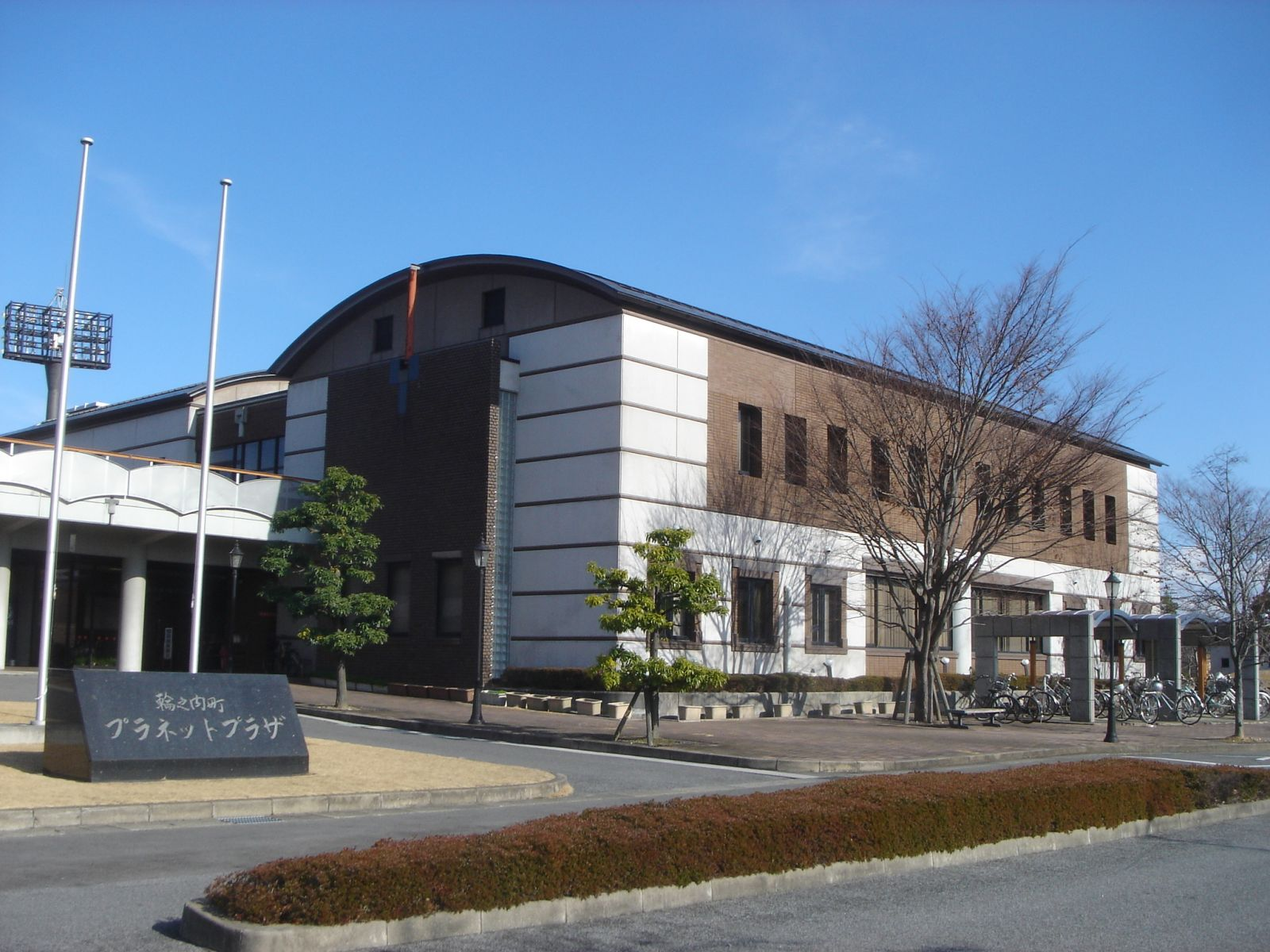
輪之内プラネットプラザ（輪之内町立図書館）

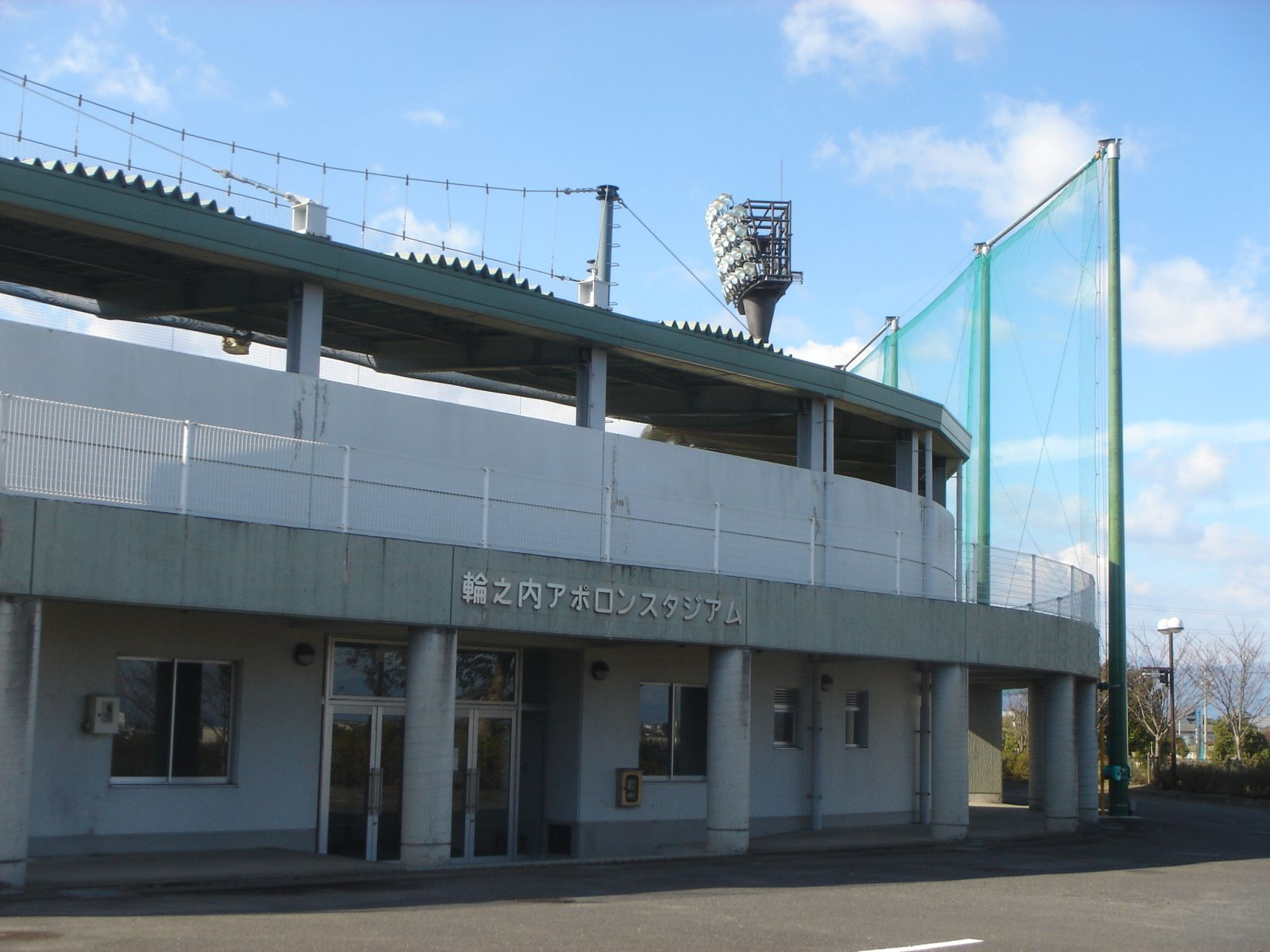
輪之内アポロンスタジアム

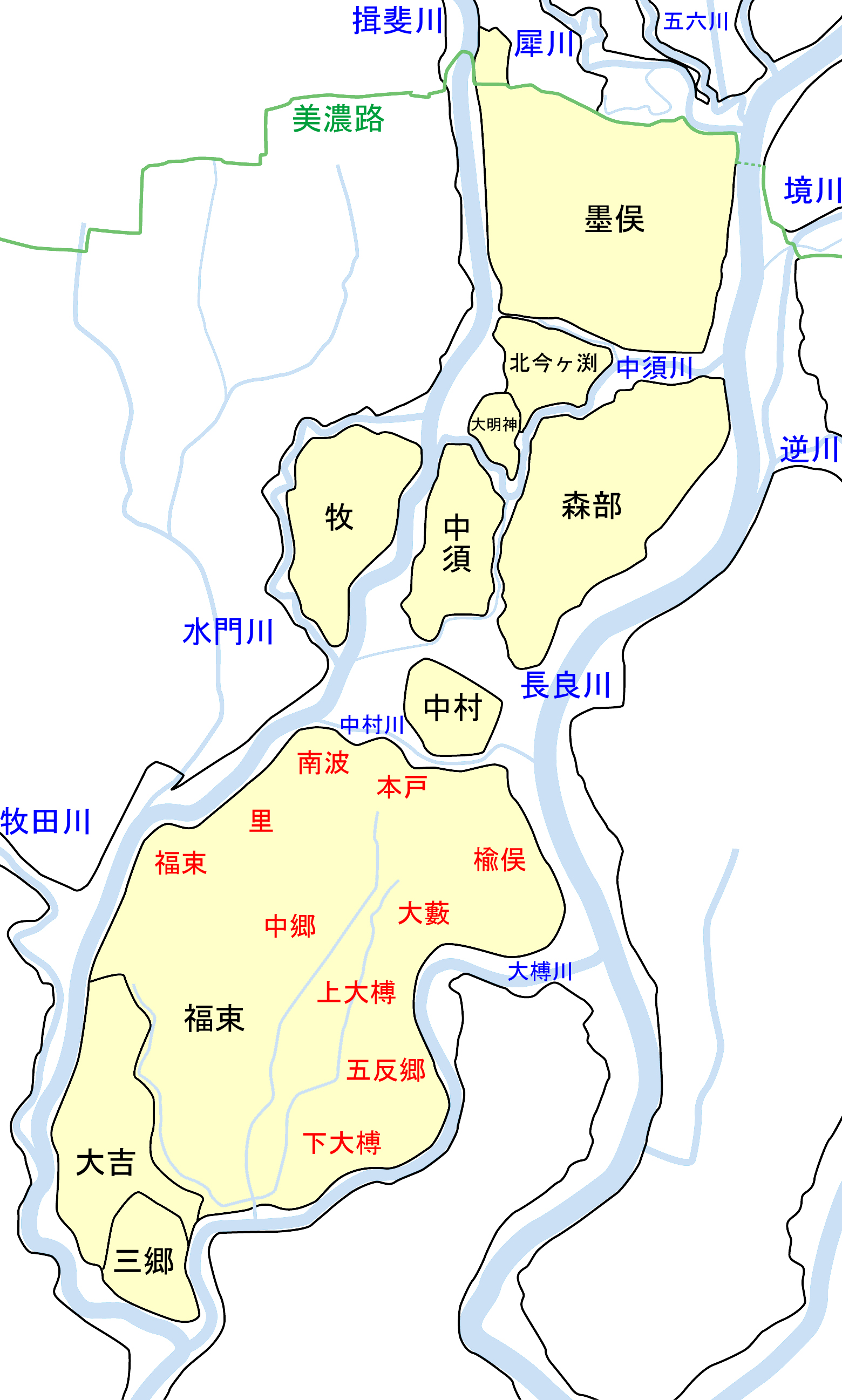
木曽三川分流工事前の輪之内町域周辺の輪中と河川の様子

輪之内町（わのうちちょう）は、岐阜県西部の安八郡に属する町。江戸期から日常的に用いられていた輪中を意味する「輪之内」が町名の由来となっている。

## 地理
- 河川：揖斐川、長良川、大榑川、牧田川、中江川、中西江川、

### 隣接している自治体
- 大垣市
- 羽島市
- 海津市
- 安八郡安八町
- 養老郡養老町

### 地名
- 大藪
- 大吉新田
- 里
- 塩喰
- 下大榑
- 下大榑新田
- 中郷
- 中郷新田
- 南波
- 楡俣
- 楡俣新田
- 福束
- 福束新田
- 本戸
- 松内
- 海松新田　（みるしんでん）
- 藻池新田
- 四郷

## 歴史

### 沿革
- 1954年（昭和29年）4月1日 - 安八郡大薮町・仁木村・福束村が合併し、輪之内町が発足。

### 変遷表
| 明治元年          | 明治8年 1月               | 明治12年 2月18日 郡区町村 編成法施行 | 明治14年 12月8日                   | 明治22年 7月1日 町村制施行 | 明治23年 3月24日                    | 明治30年 4月1日 郡制施行 | 明治35年 8月27日                         | 昭和23年 10月1日 | 昭和29年 4月1日                 | 昭和35年 4月1日- 8月27日 | 現在            |
| ----------------- | ------------------------- | ------------------------------------ | ---------------------------------- | -------------------------- | ----------------------------------- | ------------------------ | ---------------------------------------- | ---------------- | ------------------------------- | ------------------------ | --------------- |
| 安八郡 楡俣村     | 安八郡 楡俣村             | 安八郡 楡俣村                        | 安八郡 楡俣村                      | 安八郡 三里村              | 明治23年 3月24日 改称 安八郡 御寿村 | 安八郡 御寿村            | 明治35年 8月27日 改称 町制 安八郡 大薮町 | 安八郡 大薮町    | 昭和29年 4月1日 安八郡 輪之内町 | 安八郡 輪之内町          | 安八郡 輪之内町 |
| 安八郡 大藪村     | 安八郡 大藪村             | 安八郡 大藪村                        | 安八郡 大藪村                      | 安八郡 三里村              | 明治23年 3月24日 改称 安八郡 御寿村 | 安八郡 御寿村            | 明治35年 8月27日 改称 町制 安八郡 大薮町 | 安八郡 大薮町    | 昭和29年 4月1日 安八郡 輪之内町 | 安八郡 輪之内町          | 安八郡 輪之内町 |
| 安八郡 楡俣新田   | 安八郡 楡俣新田           | 安八郡 楡俣新田                      | 安八郡 楡俣新田                    | 安八郡 三里村              | 明治23年 3月24日 改称 安八郡 御寿村 | 安八郡 御寿村            | 明治35年 8月27日 改称 町制 安八郡 大薮町 | 安八郡 大薮町    | 昭和29年 4月1日 安八郡 輪之内町 | 安八郡 輪之内町          | 安八郡 輪之内町 |
| 安八郡 上大榑村   | 明治8年 1月 安八郡 四郷村 | 安八郡 四郷村                        | 安八郡 四郷村                      | 安八郡 四郷村              | 安八郡 四郷村                       | 安八郡 御寿村            | 明治35年 8月27日 改称 町制 安八郡 大薮町 | 安八郡 大薮町    | 昭和29年 4月1日 安八郡 輪之内町 | 安八郡 輪之内町          | 安八郡 輪之内町 |
| 安八郡 上大榑新田 | 明治8年 1月 安八郡 四郷村 | 安八郡 四郷村                        | 安八郡 四郷村                      | 安八郡 四郷村              | 安八郡 四郷村                       | 安八郡 御寿村            | 明治35年 8月27日 改称 町制 安八郡 大薮町 | 安八郡 大薮町    | 昭和29年 4月1日 安八郡 輪之内町 | 安八郡 輪之内町          | 安八郡 輪之内町 |
| 安八郡 五反郷村   | 明治8年 1月 安八郡 四郷村 | 安八郡 四郷村                        | 安八郡 四郷村                      | 安八郡 四郷村              | 安八郡 四郷村                       | 安八郡 御寿村            | 明治35年 8月27日 改称 町制 安八郡 大薮町 | 安八郡 大薮町    | 昭和29年 4月1日 安八郡 輪之内町 | 安八郡 輪之内町          | 安八郡 輪之内町 |
| 安八郡 五反郷新田 | 明治8年 1月 安八郡 四郷村 | 安八郡 四郷村                        | 安八郡 四郷村                      | 安八郡 四郷村              | 安八郡 四郷村                       | 安八郡 御寿村            | 明治35年 8月27日 改称 町制 安八郡 大薮町 | 安八郡 大薮町    | 昭和29年 4月1日 安八郡 輪之内町 | 安八郡 輪之内町          | 安八郡 輪之内町 |
| 安八郡 福束村     | 安八郡 福束村             | 安八郡 福束村                        | 安八郡 福束村                      | 安八郡 福束村              | 安八郡 福束村                       | 安八郡 福束村            | 安八郡 福束村                            | 安八郡 福束村    | 昭和29年 4月1日 安八郡 輪之内町 | 安八郡 輪之内町          | 安八郡 輪之内町 |
| 安八郡 里村       | 安八郡 里村               | 安八郡 里村                          | 安八郡 里村                        | 安八郡 里村                | 安八郡 里村                         | 安八郡 福束村            | 安八郡 福束村                            | 安八郡 福束村    | 昭和29年 4月1日 安八郡 輪之内町 | 安八郡 輪之内町          | 安八郡 輪之内町 |
| 安八郡 南波村     | 安八郡 南波村             | 安八郡 南波村                        | 安八郡 南波村                      | 安八郡 南波村              | 安八郡 南波村                       | 安八郡 福束村            | 安八郡 福束村                            | 安八郡 福束村    | 昭和29年 4月1日 安八郡 輪之内町 | 安八郡 輪之内町          | 安八郡 輪之内町 |
| 安八郡 本戸村     | 安八郡 本戸村             | 安八郡 本戸村                        | 安八郡 本戸村                      | 安八郡 本戸村              | 安八郡 本戸村                       | 安八郡 福束村            | 安八郡 福束村                            | 安八郡 福束村    | 昭和29年 4月1日 安八郡 輪之内町 | 安八郡 輪之内町          | 安八郡 輪之内町 |
| 安八郡 中郷村     | 安八郡 中郷村             | 安八郡 中郷村                        | 安八郡 中郷村                      | 安八郡 中郷村              | 安八郡 中郷村                       | 安八郡 福束村            | 安八郡 福束村                            | 安八郡 福束村    | 昭和29年 4月1日 安八郡 輪之内町 | 安八郡 輪之内町          | 安八郡 輪之内町 |
| 安八郡 塩喰村     | 明治8年 1月 安八郡 塩喰村 | 安八郡 塩喰村                        | 安八郡 塩喰村                      | 安八郡 塩喰村              | 安八郡 塩喰村                       | 安八郡 福束村            | 安八郡 福束村                            | 安八郡 福束村    | 昭和29年 4月1日 安八郡 輪之内町 | 安八郡 輪之内町          | 安八郡 輪之内町 |
| 安八郡 豊喰新田   | 明治8年 1月 安八郡 塩喰村 | 安八郡 塩喰村                        | 安八郡 塩喰村                      | 安八郡 塩喰村              | 安八郡 塩喰村                       | 安八郡 福束村            | 安八郡 福束村                            | 安八郡 福束村    | 昭和29年 4月1日 安八郡 輪之内町 | 安八郡 輪之内町          | 安八郡 輪之内町 |
| 安八郡 下大榑村   | 明治8年 1月 安八郡 福合村 | 安八郡 福合村                        | 明治14年 12月8日 安八郡 下大榑村   | 安八郡 下大榑村            | 安八郡 下大榑村                     | 安八郡 仁木村            | 安八郡 仁木村                            | 安八郡 仁木村    | 昭和29年 4月1日 安八郡 輪之内町 | 安八郡 輪之内町          | 安八郡 輪之内町 |
| 安八郡 下大榑新田 | 明治8年 1月 安八郡 福合村 | 安八郡 福合村                        | 明治14年 12月8日 安八郡 下大榑新田 | 安八郡 下大榑新田          | 安八郡 下大榑新田                   | 安八郡 仁木村            | 安八郡 仁木村                            | 安八郡 仁木村    | 昭和29年 4月1日 安八郡 輪之内町 | 安八郡 輪之内町          | 安八郡 輪之内町 |
| 安八郡 福束新田   | 明治8年 1月 安八郡 福合村 | 安八郡 福合村                        | 明治14年 12月8日 安八郡 福束新田   | 安八郡 福束新田            | 安八郡 福束新田                     | 安八郡 仁木村            | 安八郡 仁木村                            | 安八郡 仁木村    | 昭和29年 4月1日 安八郡 輪之内町 | 安八郡 輪之内町          | 安八郡 輪之内町 |
| 安八郡 中郷新田   | 明治8年 1月 安八郡 福合村 | 安八郡 福合村                        | 明治14年 12月8日 安八郡 中郷新田   | 安八郡 中郷新田            | 安八郡 中郷新田                     | 安八郡 仁木村            | 安八郡 仁木村                            | 安八郡 仁木村    | 昭和29年 4月1日 安八郡 輪之内町 | 安八郡 輪之内町          | 安八郡 輪之内町 |
| 安八郡 藻池新田   | 明治8年 1月 安八郡 福合村 | 安八郡 福合村                        | 明治14年 12月8日 安八郡 藻池新田   | 安八郡 藻池新田            | 安八郡 藻池新田                     | 安八郡 仁木村            | 安八郡 仁木村                            | 安八郡 仁木村    | 昭和29年 4月1日 安八郡 輪之内町 | 安八郡 輪之内町          | 安八郡 輪之内町 |
| 安八郡 海松新田   | 明治8年 1月 安八郡 福合村 | 安八郡 福合村                        | 明治14年 12月8日 安八郡 海松新田   | 安八郡 海松新田            | 安八郡 海松新田                     | 安八郡 仁木村            | 安八郡 仁木村                            | 安八郡 仁木村    | 昭和29年 4月1日 安八郡 輪之内町 | 安八郡 輪之内町          | 安八郡 輪之内町 |
| 安八郡 大吉新田   | 安八郡 大吉新田           | 安八郡 大吉新田                      | 安八郡 大吉新田                    | 安八郡 大吉新田            | 安八郡 大吉新田                     | 安八郡 仁木村            | 安八郡 仁木村                            | 安八郡 仁木村    | 昭和29年 4月1日 安八郡 輪之内町 | 安八郡 輪之内町          | 安八郡 輪之内町 |
| 安八郡 海松村     | 明治8年 1月 安八郡 松内村 | 安八郡 松内村                        | 安八郡 松内村                      | 安八郡 松内村              | 安八郡 松内村                       | 安八郡 仁木村            | 安八郡 仁木村                            | 安八郡 仁木村    | 昭和29年 4月1日 安八郡 輪之内町 | 安八郡 輪之内町          | 安八郡 輪之内町 |
| 安八郡 柿内村     | 明治8年 1月 安八郡 松内村 | 安八郡 松内村                        | 安八郡 松内村                      | 安八郡 松内村              | 安八郡 松内村                       | 安八郡 仁木村            | 安八郡 仁木村                            | 安八郡 仁木村    | 昭和29年 4月1日 安八郡 輪之内町 | 安八郡 輪之内町          | 安八郡 輪之内町 |

## 人口
| |                                          |  |
| 輪之内町と全国の年齢別人口分布（2005年） | 輪之内町の年齢・男女別人口分布（2005年） |  |
| ■紫色 ― 輪之内町 ■緑色 ― 日本全国 | ■青色 ― 男性 ■赤色 ― 女性                |  |
| 輪之内町（に相当する地域）の人口の推移 \| 1970年（昭和45年） \| 7,469人 \| \| \| 1975年（昭和50年） \| 7,820人 \| \| \| 1980年（昭和55年） \| 8,111人 \| \| \| 1985年（昭和60年） \| 8,295人 \| \| \| 1990年（平成2年） \| 8,385人 \| \| \| 1995年（平成7年） \| 8,669人 \| \| \| 2000年（平成12年） \| 9,141人 \| \| \| 2005年（平成17年） \| 9,419人 \| \| \| 2010年（平成22年） \| 10,028人 \| \| \| 2015年（平成27年） \| 9,973人 \| \| \| 2020年（令和2年） \| 9,654人 \| \| |                                          |  |
| 総務省統計局 国勢調査より |                                          |  |
| 1970年（昭和45年） | 7,469人                                  |  |
| 1975年（昭和50年） | 7,820人                                  |  |
| 1980年（昭和55年） | 8,111人                                  |  |
| 1985年（昭和60年） | 8,295人                                  |  |
| 1990年（平成2年） | 8,385人                                  |  |
| 1995年（平成7年） | 8,669人                                  |  |
| 2000年（平成12年） | 9,141人                                  |  |
| 2005年（平成17年） | 9,419人                                  |  |
| 2010年（平成22年） | 10,028人                                 |  |
| 2015年（平成27年） | 9,973人                                  |  |
| 2020年（令和2年） | 9,654人                                  |  |

## 行政
- 歴代町長
  - 国枝敬二（1954年～1958年、1期）
  - 田中秀央（1958年～1962年、1期）[2]
  - 浅野拡（1962年～1963年、1期（岐阜県議会議員に立候補のため辞任））[3][4]
  - 菱田薫（1963年～1967年、1期）[5]
  - 増田博（1967年～1983年、4期）[6]
  - 中島司郎（1983年～1991年、2期）[7]
  - 宮川勉（1991年～1995年、1期）[8]
  - 渡辺勉（1995年4月30日～2007年4月29日、3期）[9]
  - 渋谷桂一（2007年4月30日。4月22日の選挙で当選したが、就任前に公職選挙法違反により逮捕。5月18日付けで退職願が提出され、5月21日に臨時議会で可決）[10]
  - 小見山剛（町長職務代理者）（2007年4月30日～6月24日）
  - 木野隆之（2007年6月24日～2023年6月23日、4期）[11]
  - 朝倉和仁（2023年6月24日〜現職）[12]

## 姉妹都市・友好都市
提携都市（災害時相互応援協定）
- 養老町（岐阜県）
2017年5月9日締結
- 垂井町（岐阜県）
2017年5月9日締結
- 関ケ原町（岐阜県）
2017年5月9日締結
- 神戸町（岐阜県）
2017年5月9日締結
- 安八町（岐阜県）
2017年5月9日締結

## 施設
- 輪之内町役場
- 輪之内町プラネットプラザ
  - 輪之内アポロンスタジアム
  - 輪之内パターゴルフ場
  - 輪之内町文化会館
  - 輪之内町立図書館・歴史民俗資料館[13]
- 輪之内町ふれあいセンター
- 輪之内体育センター
- 輪之内町エコドーム
- 輪之内町児童センター
- 輪之内町保健福祉センター
- 輪之内町民センター
- 大藪コミュニティ防災センター
- 仁木コミュニティ防災センター
- 福束コミュニティ防災センター
- 岐阜県警察大垣警察署輪之内交番

## 教育

### 中学校
- 輪之内町立輪之内中学校

### 小学校
- 輪之内町立仁木小学校
- 輪之内町立大藪小学校
- 輪之内町立福束小学校

## 交通

### 鉄道
- 町内を通る鉄道路線はない。最寄り駅は大垣駅、岐阜羽島駅、新羽島駅

### バス
- 名阪近鉄バス 輪之内線（輪之内町と大垣市を往復する）
- 名阪近鉄バス 輪之内羽島線（2010年10月1日より・名阪近鉄バス 輪之内北部羽島線から路線を一部変更した路線）
- 輪之内町コミュニティバス 南北線（2010年10月1日より・安八町の安八温泉～海津市平田町を往復）
- 輪之内町デマンドバス（2015年1月5日より新設）

過去の路線
- 名阪近鉄バス 輪之内北部羽島線（2007年11月1日より・旧輪之内羽島線と旧岐阜バス南濃線の路線を組み合わせた路線）
- 名阪近鉄バス 輪之内南部線（2007年11月1日より新設・主に旧岐阜バス南濃線の路線を利用し、輪之内町南部を巡回する。輪之内町コミュニティバス 町内線開設に伴い廃止）
- 岐阜バス 南濃線は2007年9月30日をもって廃線。
- 輪之内町コミュニティバス 町内線（2010年10月1日より・輪之内町文化会館～イオンタウン輪之内）2015年1月5日をもって廃止

### 道路
- 国道258号（養老大橋南辺りにわずかだが通過する。養老大橋南詰に設置されているキロポストに記載有。）
- 岐阜県道30号羽島養老線
- 岐阜県道23号北方多度線
- 岐阜県道219号安八平田線
- 岐阜県道220号安八海津線
- 岐阜県道232号今尾大垣線

## 名所・旧跡・観光スポット・祭事・催事

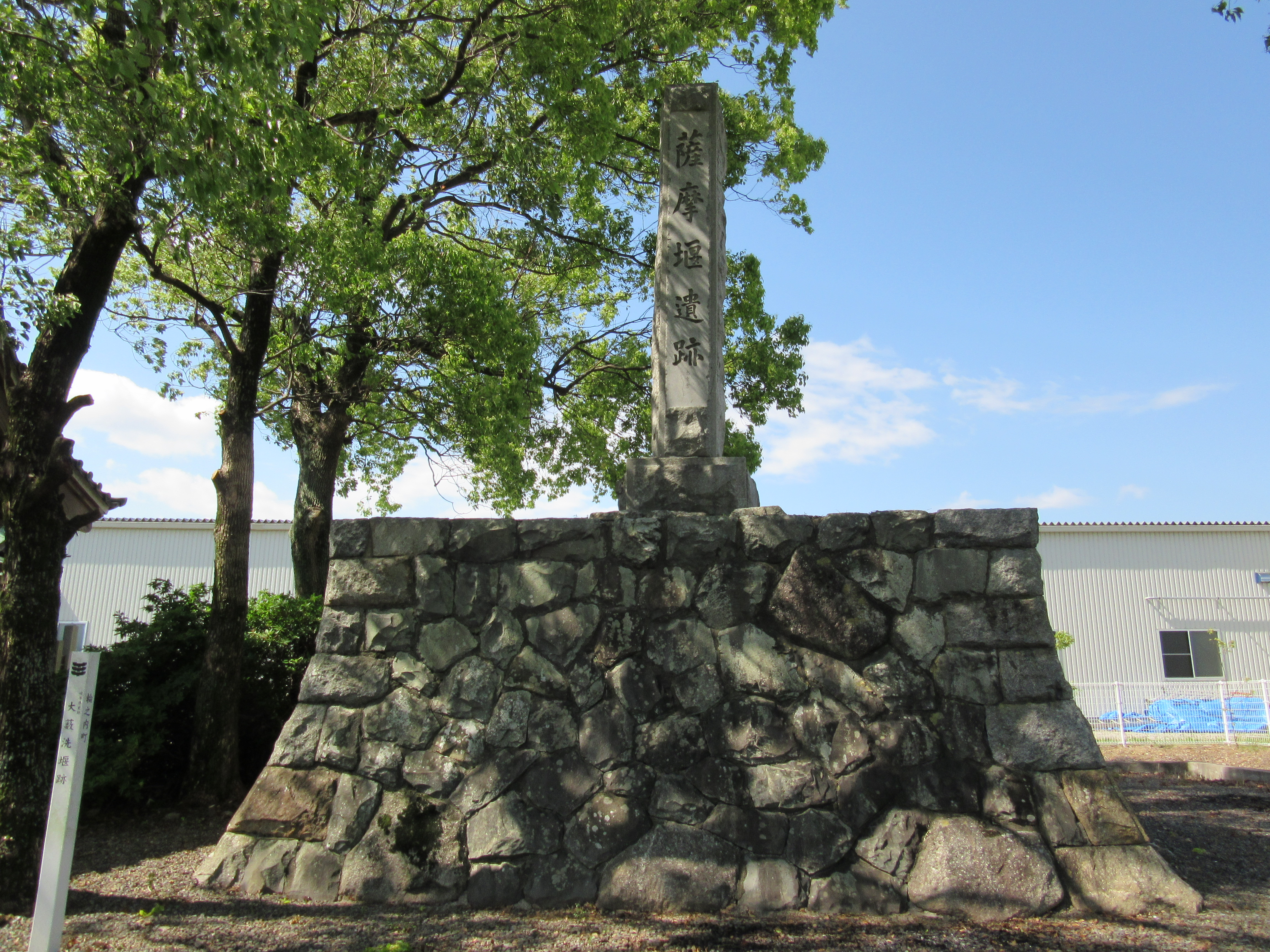
大榑川洗堰跡

- 大薮洗堰跡
- 心厳院菩薩義士の墓
- 江翁寺薩摩義士の墓
- 懸崖菊
- 輪之内ふれあいフェスタ （旧称:産業祭）
- イオンタウン輪之内ショッピングセンター
- 加毛神社

## 出身者
- 片野萬右衛門（庄屋、治水共同社取締役） - 五反郷村
- 青樹英二（衆議院議員、愛知県議会議員、同議長、海部郡市江村長、津島銀行社長、尾西鉄道社長） - 五反郷村
- 片野篤二（衆議院議員） - 五反郷村
- 片野温（郷土史家）
- 片野知二（輪中研究家、片野記念館館長） - 四郷

### 名誉町民
- 加納良造[14][15]

## ゆかりのある人物
- 丸毛兼利 - 戦国武将[16]